# دانشگاه اروپایی مقدونیه شمالی
دانشگاه اروپایی مقدونیه شمالی (به لاتین: European University-North Macedonia) یک دانشگاه در مقدونیه شمالی است که در اسکوپیه واقع شده‌است.